# Doryanthes excelsa
Doryanthes excelsa, australska endemska biljna vrsta iz porodice Doryanthaceae opisana još 1802 godine. Raste jedino u australskoj državi Novi Južni Wales gdje je poznata pod imenom gymea lily. Ova biljka može izrasti do šest metara visine na čijem se vrhu nalazi crveni cvjetni vrh, a njezini listovi oblika mača dužine su preko jednog metra. Ime roda dolazi od ‘Dory’ ‘koplje’ i ‘anthos’ u značenju ‘cvijet’, dok excelsa znači 'visoka', 'uzvišena' ili 'istaknuta'.
Pripadnici aboridžinskog plemena Eora kod Sydneya pržili su nejzinu stabljiku za jelo, a od prženog korijena izrađivali su neku vrstu kolača. Vlakna iz njzinih listova također su koristili za izradu četki.
Godine 1812. opisana je pod imenom Furcraea australis i smještena u porodicu Asparagaceae, što nije priznato.
- Cvijet
- Listovi
- Stabljika i cvjetyni vrh

## Vanjske poveznice
- Doryanthes excelsa